# Mesg
mesg é um comando Unix que define ou informa a permissão outros usuários tem que escrever para o seu terminal usando os comandos talk e write. Sem argumentos, ele mostra apenas o estado atual mesg y.